# Bell 430
Bell 430 là một máy bay trực thăng hạng nhẹ-trung hai động cơ Hoa Kỳ chế tạo bởi Bell Helicopter. Đây là mẫu mở rộng và mạnh mẽ hơn của Bell 230, và mẫu này lại phát triển từ Bell 222.

## Phát triển
Trong khi đang phát triển tái thiết kế Model 222 thành 230, Bell bắt đầu công việc thiết kế một biến thể mở rộng với rotor bốn cánh vào năm 1991. Bell 430 được chính thức công bố vào tháng 2 năm 1992, với hai mẫu thử nghiệm được biến đổi từ những chiếc Bell 230. Chuyến bay đầu tiên diễn ra vào ngày 25 tháng 10 năm 1994, và mẫu thử nghiệm thứ hai mang đầy đủ hệ thống khí động học của 430, bay lần đầu vào ngày 19 tháng 12 năm 1994.
Dây chuyền sản xuất máy bay Bell 230 chấm dứt vào tháng 8 năm 1995, và mẫu 430 được bắt đầu sản xuất. Máy bay 430 đầu tiên được hoàn tất vào năm đó. Chứng nhận của Canada được cấp vào ngày 23 tháng 2 năm 1996. Việc bàn giao máy bay bắt đầu từ giữa năm-1996.
Ngày 24 tháng 1 năm 2008, Bell thông báo kế hoạch kết thúc sản xuất Model 430 sau khi hoàn tất các hợp đồng vào năm 2010. Dây chuyền chấm dứt sau khi 136 máy bay trực thăng được hoàn thành, với chiếc cuối cùng được bàn giao tháng 5 năm 2008.

## Thiết kế

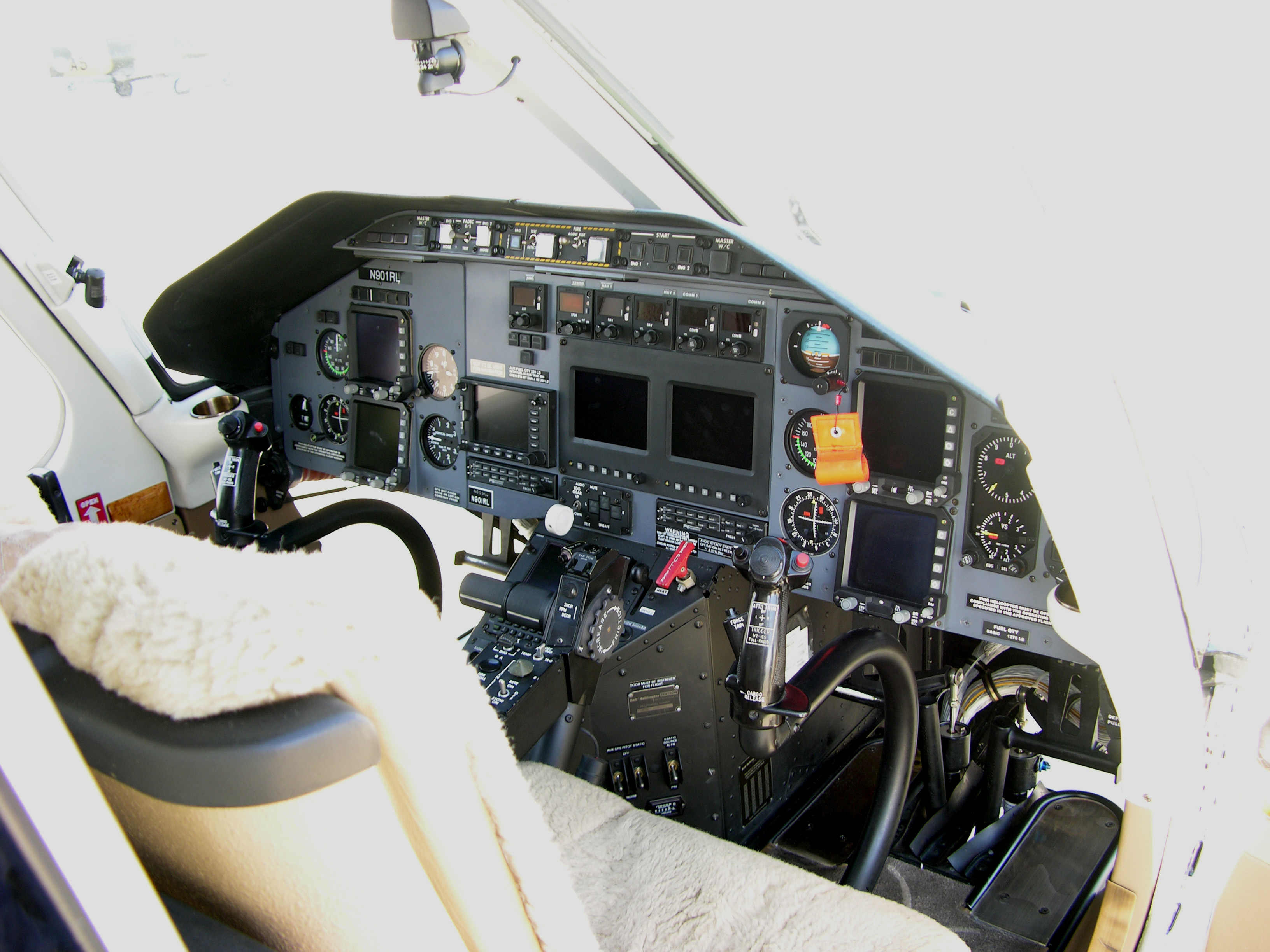
Buồng lái của Bell 430

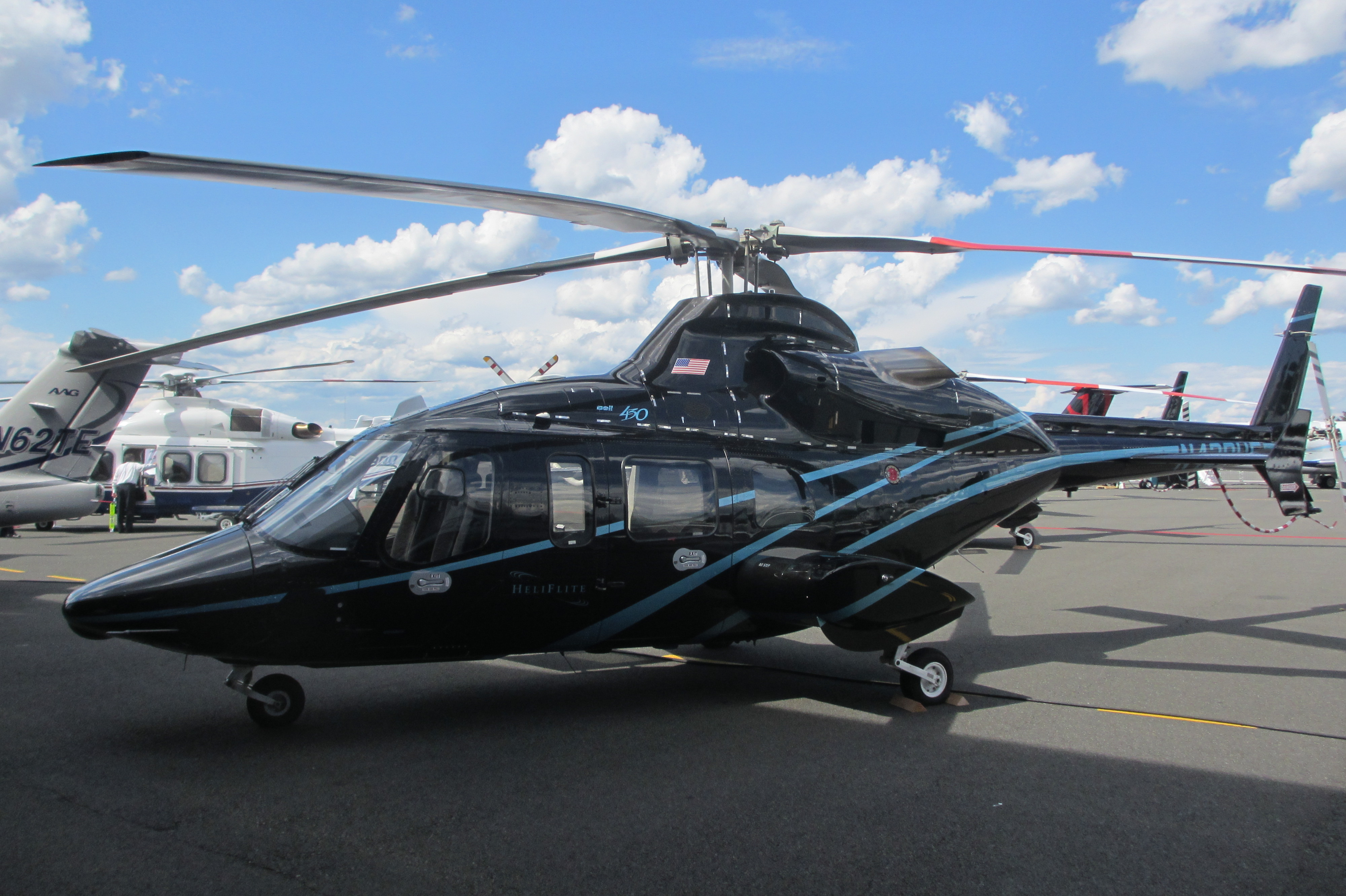
Bell 430

Trực thăng Bell 430 có vài cải tiến nổi trội so với 230, đáng chú ý nhất là rotor chính mới có bốn cánh, bearingless, không khung viền, bằng composite. Mặc dù cả 230 và 430 đều sử dụng động cơ Rolls-Royce (Allison) 250 turboshaft, động cơ của 430 có công suất mạnh hơn 10%. Các thay đổi khác bao gồm khoang chính mở rộng có kích thước 1 ft 6 in (46 cm), cho phép thêm được hai ghế ngồi, một sàn máy bay EFIS tùy chọn, và một tùy biến chọn lựa giữa càng đáp dạng ván trượt tuyết hay bánh xe.
Máy bay có mười chỗ ngồi, bao gồm một phi công và phụ lái với tám hành khách ở cabin chính phía sau họ ở ba hàng ghế. Phiên bản sáu hoặc tám ghế được tùy biến theo yêu cầu khách hàng. Trong vai trò EMS, máy bay có thể chở một hay hai bệnh nhân trêng cáng với bốn hoặc ba phụ tá y khoa cho mỗi bệnh nhân. Tải trọng tối đa của máy bay là 3,500 lb (1,585 kg).

## Lịch sử hoạt động
Bell 430 đi vào hoạt động từ năm 1996. Đến năm 1998, 50 Bell 430 đã đi vào hoạt động với tổng cộng 9,000 giờ bay.
Ngày 3 tháng 9 năm 1996, Americans Ron Bower và John Williams phá kỷ lục bay trực thăng vòng quanh thế giới với chiếc Bell 430 thứ hai, bay về phía tây từ UK với thời gian 17 ngày, 6 giờ và 14 phút.

## Bên sử dụng

### Quân sự
Bulgaria
- Không lực Bulgari nhận được một chiếc Bell 430 vào năm 2000 sử dụng cho vai trò chuyên chở VIP.[7]

 Cộng hòa Dominica
- Không lực Cộng hòa Dominica - 1[8]

 Ecuador
- Hải quân Ecuador[9][10]

### Dân sự
Hoa Kỳ
- AirMed[11]
- New York State Police.[12]
- Lee County EMS[13]
- GrandView Aviation[14]
- Louisiana State Police [15]

## Tai nạn
Tổng thống Madagascar có tám chiếc Bell 430. Ngày 13 tháng 10 năm 2005 hai trong số này va chạm với nhau trong một chuyến viếng thăm của Tổng thống đến Imerin'Imady.
Một chiếc Bell 430 của hãng Ran Air rơi ngày 3 tháng 8 năm 2008 tại Andhra Pradesh gần Venkatpuram, Ấn Độ. Trực thăng này đã đâm vào một ngọn đồi trong điều kiện thời tiết xấu.
Ngày 2 tháng 9 năm 2009, một chiếc Bell 430 của chính phủ Andhra đang chở Bộ Trưởng Y. S. Rajasekhara Reddy và Đảng của ông đi từ Andhra Pradesh ở miền nam Ấn Độ, bị mất tích khi đi qua một khu rừng. Xác máy bay được tìm thấy buổi sáng hôm sau, phát hiện đã đâm vào đỉnh đồi ở Nallamala Hills.

## Thông số kỹ thuật
| Model                  | 230                                  | 430                           |
| ---------------------- | ------------------------------------ | ----------------------------- |
| Announced              | 1990                                 | 1991                          |
| Chuyến bay đầu         | ngày 12 tháng 8 năm 1991             | ngày 25 tháng 10 năm 1994     |
| Certified              | March 1992                           | ngày 23 tháng 2 năm 1996      |
| Delivered              | November 1992                        | 1996                          |
| Seats                  | 2 (pilot & copilot) + 5–6 passengers | 2 + 6–8                       |
| Height                 | 11 ft 8 in (3.56 m)                  | 12 ft 3 in (3.73 m)           |
| Fuselage length        | 42 ft 3 in (12.88 m)                 | 44 ft 1 in (13.44 m)          |
| Rotor diameter         | 42 ft (12.80 m)                      | 42 ft (12.80 m)               |
| Chiều dài tổng         | 50 ft 3 in (15.32 m)                 | 50 ft 3 in (15.32 m)          |
| Động cơ (2×)           | Allison 250C30G2                     | Rolls-Royce 250-C40B          |
| Power (2×)             | 700 hp (520 kW)                      | 783 hp (584 kW)               |
| Max. speed             | 140 knots (161 mph, 260 km/h)        | 140 knots (161 mph, 260 km/h) |
| Climb rate             | 1,600 ft/min (8.13 m/s)              | 1,350 ft/min (m/s)            |
| Service ceiling        | 15,500 ft (4,724 m)                  | 14,600 ft (4,450 m)           |
| Hover ceiling          | 12,400 ft (3,780 m)                  | 11,350 ft (3,459 m)           |
| Fuel capacity          | 188+ US gal (710+ L)                 | 188+ US gal (710+ L)          |
| Range                  | 378 nmi (434 mi, 700 km)             | 324 nmi (372 mi, 600 km)      |
| Khối lượng rỗng        | 5,097 lb (2,312 kg)                  | 5,305 lb (2,406 kg)           |
| Maximum Takeoff Weight | 8,400 lb (3,810 kg)                  | 9,300 lb (4,218 kg)           |
| Serial Numbers         | 23001–23038                          | 49001–49123+                  |

Sources: Airliners.net, helicopterdirect.com, AircraftOne.com